# Alcalá de Guadaíra

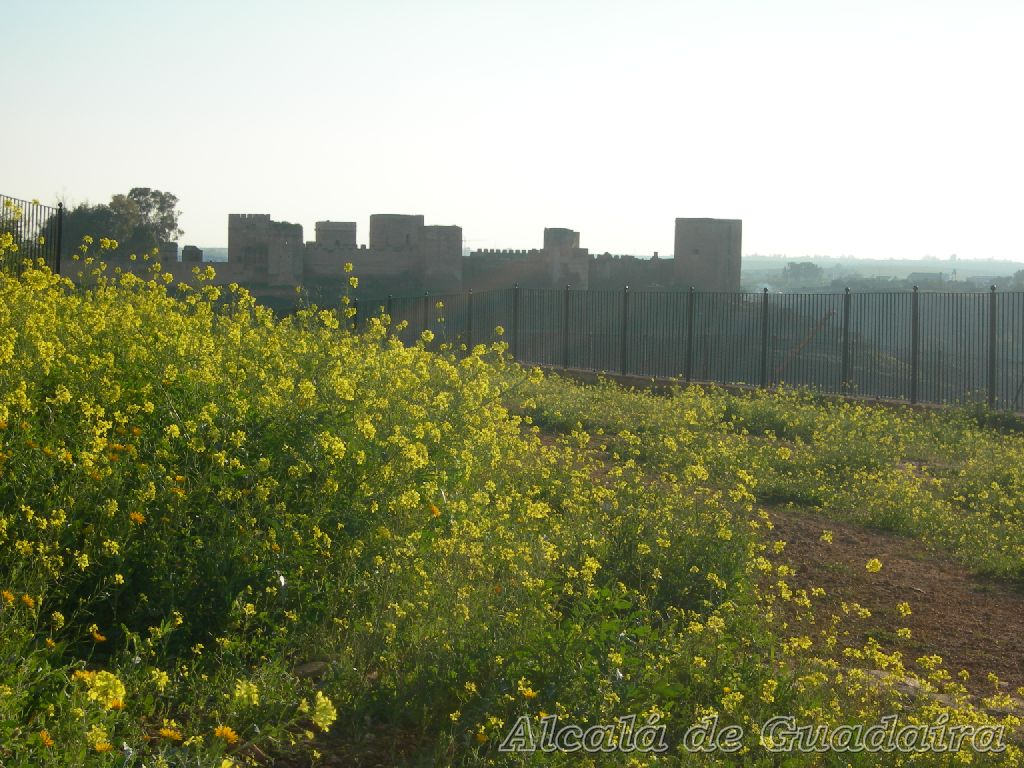
Burg in Alcalá de Guadaíra

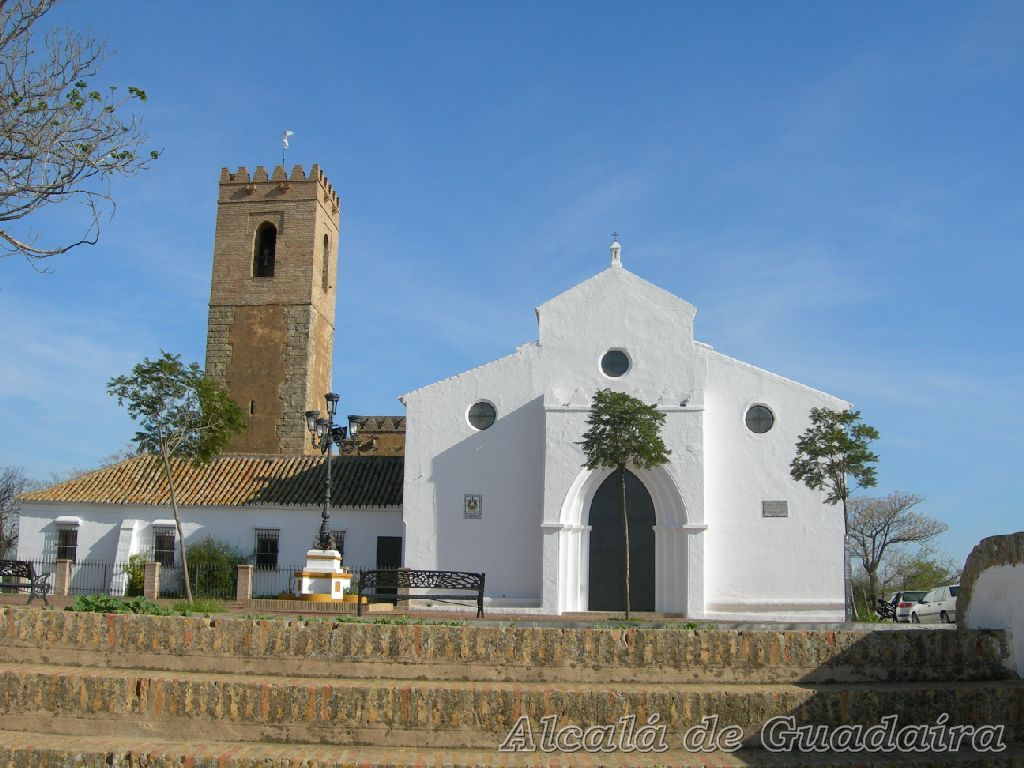
Ermita de San Roque

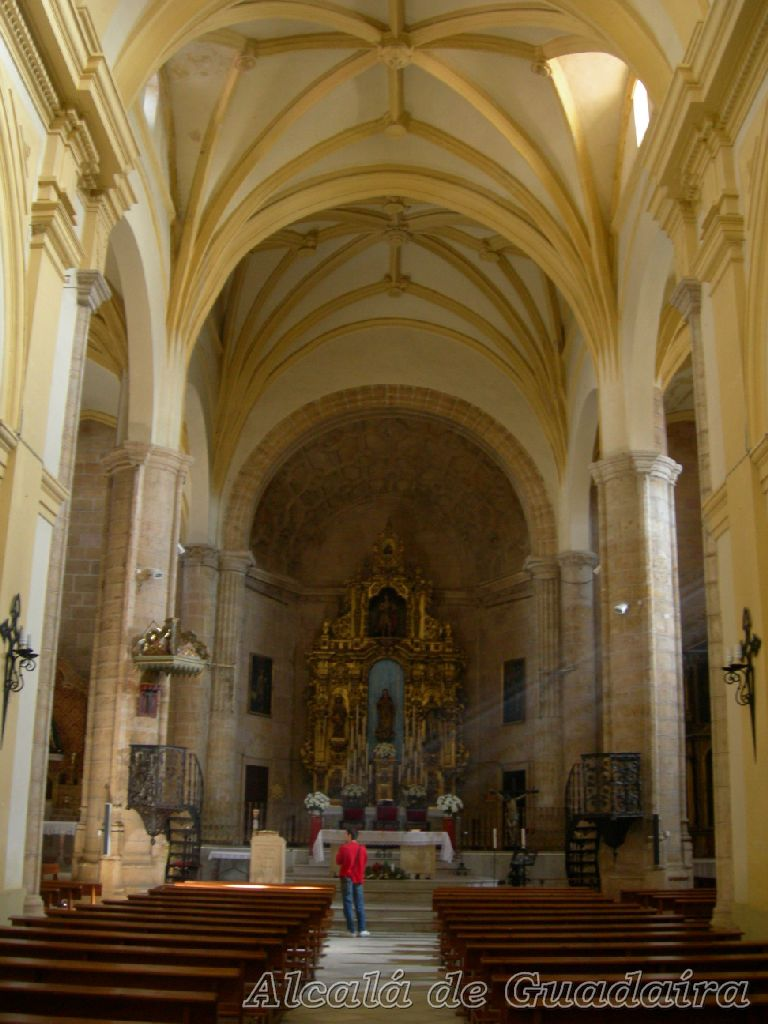
Kirche Santiago

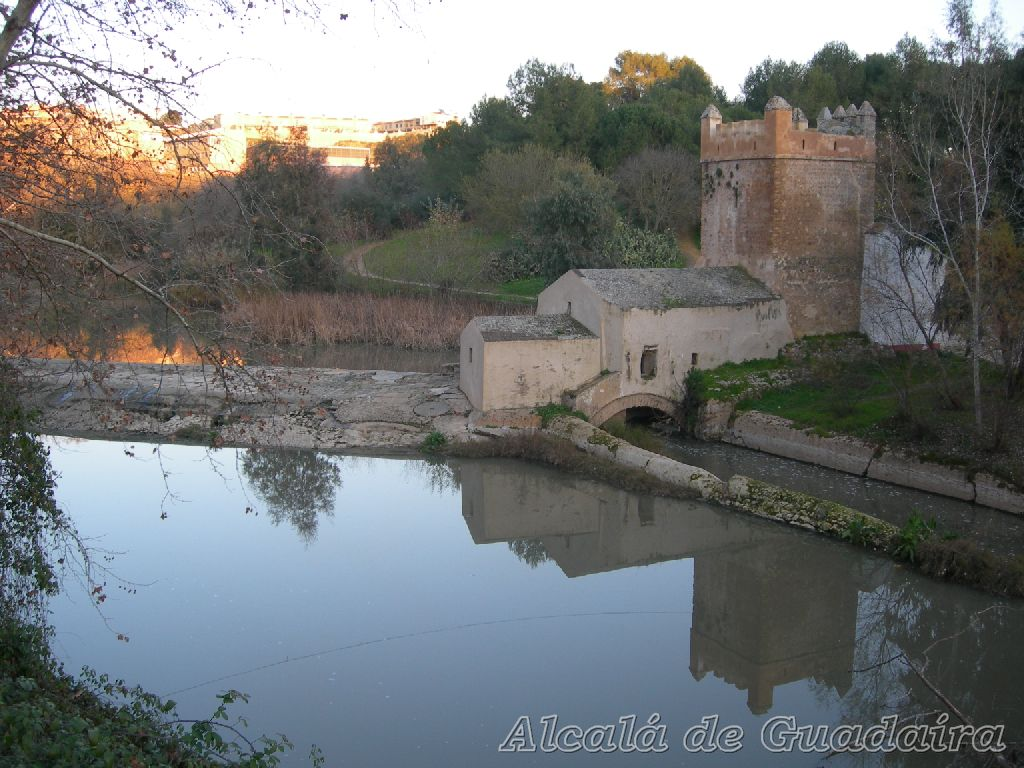
Mühle am Fluss

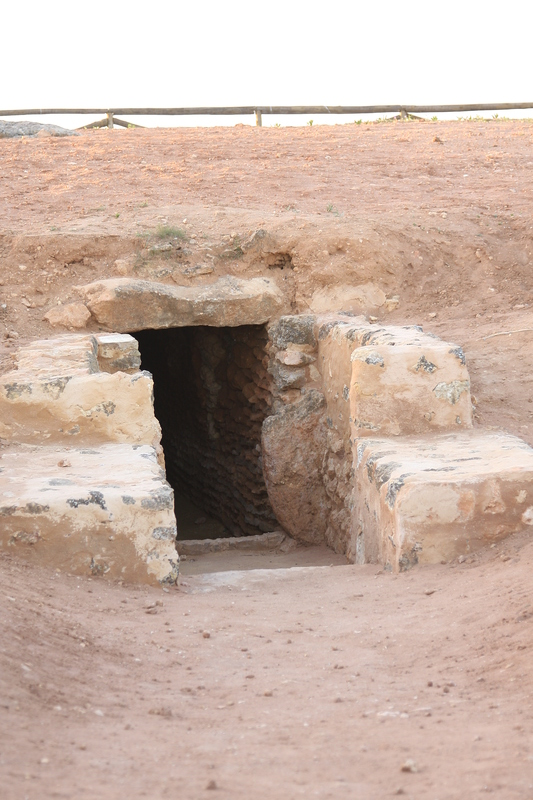
Dolmen del Vaquero

Alcalá de Guadaíra ist eine spanische Stadt in der Provinz Sevilla der Region Andalusien.

## Lage
Die Stadt liegt 15 Kilometer südöstlich von Sevilla, am Fluss Guadaíra und am Ende der Alcores, einer Erhebung im Flachland des Guadalquivir. Bevölkerung: 76.922 (Stand: 2024).

## Geschichte
Alcalá wird wohl schon in prähistorischer Zeit Siedlungsraum gewesen sein, worauf etwa der Dolmen La Cueva del Vaquero hinweist. Als römisches Kastell gegründet, wurde unter den Almohaden die große Burganlage errichtet, von welcher der gesamte Ort seinen Namen hat (al-Qalat = arab. Burg). Als Schlüsselposition für den Zugang zur Stadt Sevilla wurde die Anlage nach und nach zu einer der größten in ganz Andalusien ausgebaut. König Ferdinand III. konnte Stadt und Burg 1246 ohne große Kampfhandlungen einnehmen. Alcalá wurde durch die Reconquista Teil des christlichen Kastilien.
Die strategische Bedeutung Alcalás für Sevilla trat zurück hinter die wirtschaftliche. Schon in arabischer Zeit wurden am Fluss mehrere Mühlen betrieben. Die Stadt versorgte die Metropole mit Brot und wurde „Alcalá de los panaderos“ (Alcalá der Bäcker) genannt.

## Bevölkerungsentwicklung
Quelle: INE-Archiv – grafische Aufarbeitung für Wikipedia

## Wirtschaft
Die Gemeinde Alcalá ist heute eine der ökonomisch aktivsten Zonen in ganz Andalusien. Zu den traditionellen Olivenöl- und Brotfabriken kamen seit den 1960er Jahren alle möglichen Unternehmungen dazu, bis hin zur Panzerproduktion. Alcalá ist die Gemeinde in der Provinz Sevilla (vielleicht sogar in ganz Andalusien) mit dem höchsten Energieverbrauch. Die Kommune hat in den letzten 15 Jahren gewaltiges ökonomisches Wachstum erfahren; das wirkte sich positiv aus auf die bisher sehr hohe Arbeitslosigkeit und wurde begleitet durch eine systematische Renovierung und Verschönerung des alten Stadtkerns. In Alcalá wird auch der Albero abgebaut, der orange-rote Sand, der in Stierkampfarenen überall auf der Welt exportiert wird.

## Leben in Alcalá
Im Vergleich zum quirligen Sevilla ist es in Alcalá recht ruhig. Es ist aber auch sehr viel preiswerter. Ein paar tapas bekommt man in vielen Bars; gute Restaurants und Konditoreien sind ebenfalls vorhanden. Mit dem Parque Oromana am Fluss Guadaira verfügt Alcalá über ein besonders schönes Naherholungsgebiet, das im 19. Jahrhundert schon eine ganze Schule von Malern anzog und jetzt wieder sehr gepflegt wird – obwohl der Fluss nach wie vor stark belastet ist von der Olivenölproduktion.

## Sehenswürdigkeiten
Das Castillo arabe mit seinem Festungsring und den Türmen (wird seit kurzer Zeit restauriert und z. T. rekonstruiert), die Kirchen Santa Maria del Àguila (im Castillo), Santiago, San Sebastián (beide 15./16. Jahrhundert) und die Ermita de San Roque; die arabischen Mühlen am Fluss Guadaira; die Brücke Karls III.; das Gebiet Gandul mit der Nekropole.

## Sport
2008 wurde der Dreiband-Weltcup, ein bedeutendes Karambolage-Turnier, als Abschluss der Turnierserie in der Stadt abgehalten. Sieger war der Niederländer Dick Jaspers, der den Titelverteidiger aus Schweden Torbjörn Blomdahl im Finale mit 3:1 schlug.

## Städtepartnerschaften
- Hervorgehend aus einem Jugendaustausch, der 1990 begann, wurde im Jahr 1997 ein Partnerschaftsvertrag mit der Gemeinde Stuhr in Niedersachsen unterzeichnet.

## Söhne und Töchter
- Fernando Pérez Royo (* 1943), Politiker